# ネイチャー
ネイチャー（Nature）は、イギリスのロンドンを拠点に設立された、国際的な週刊科学ジャーナルである。総合科学学術雑誌であり、科学技術を中心としたさまざまな学問分野からの査読済みの研究雑誌を掲載している。国際的な科学出版会社シュプリンガー・ネイチャーの傘下であり、米国、ヨーロッパ、アジアの各国に中核的な編集事務所が設置されている。2019 Journal Citation ReportsのScience Editionによると、世界で最も引用されている科学ジャーナルの1つであり（インパクトファクターは42.778）、世界で最も読まれ、最も権威のある学術ジャーナルの1つになっている。2012年現在、オンライン上では月に約300万のユニークアクセスがあった。
雑誌名は英語で「自然」の意味。
1869年の秋に設立されたネイチャーは、科学革新のための公開フォーラムとして、ノーマン・ロッキャーとアレクサンダー・マクミランによって最初に配布され、20世紀半ばに至るまでにジャーナルの掲載範囲は大きく拡大された。雑誌の記事の多くは学術論文が占め、他に解説記事、ニュース、コラムなどが掲載されている。記事の編集は、イギリスのNature Publishing Group (NPG) によって行われている。1980年代後半から1990年代初頭にかけて、英国外に編集局のネットワークを構築し、10の新しい補足的な専門出版物を設立し（例：ネイチャージェネティクスやネイチャーマテリアルズなど）、いずれも高いインパクトファクターを持つ。2000年代後半以降、毎週、専用の社説と時事のコラムの作成、および選挙による承認が行われている。ジャーナルの主要な情報源は研究者であり、これは創立時から変わっていない。編集する際の基準は、主に技術的な読みやすさに関係している。各号には、科学界が一般的に関心を持っている記事、つまりビジネスや資金調達、科学倫理、研究の飛躍的進歩といった内容も掲載される。また、書籍、芸術、短いサイエンスフィクションの物語に関するセクションもある。
ネイチャーに掲載される主な研究は、軽度に編集された形式の論文（アーティクル〔原著論文〕またはレター〔書簡〕）が中心である。文章量の制限があるため、掲載論文は非常に技術的で内容の密度が濃くなる場合が多い。科学的または技術的分野における革新や飛躍的進歩となるような研究は、レターやニュース記事のいずれかとしてジャーナルに掲載される。ネイチャーに掲載された論文は高い研究水準を維持していることが多く、国際的にも高く評価される。一方でネイチャーは社会的に高く認知されているが故に、学術不正や科学的方法、およびニュース報道の取り扱いについて、昔から論争が起きてきた。提出された論文のうち、実際に掲載されるものは8%未満である。2007年、ネイチャーはScience（サイエンス）誌と共に、アストゥリアス皇太子賞コミュニケーションおよびヒューマニズム部門を受賞した。
ネイチャーに掲載される論文の学術的な評価はサイエンスと並んで高いが、会員からの寄付で成り立つサイエンスとは異なり、ネイチャーは商業誌である。2013年、ノーベル賞受賞者であるランディ・シェクマンがこのネイチャーとサイエンス、セルの3誌は商業主義に陥っていると批判、絶縁宣言をした。

## 歴史

### 時代背景
19世紀の科学と数学の大きな進歩は、英語だけでなく、ドイツ語やフランス語で書かれたジャーナルに記録されていた。19世紀後半のイギリスは、テクノロジーや工業の大きな変化や進歩を経験した。この時代に評価が高かった科学誌としては王立協会の審査つき科学誌があり、アイザック・ニュートンやマイケル・ファラデー、チャールズ・ダーウィンなども寄稿していた。1850年代から1860年代にかけて、ポピュラーサイエンスの定期刊行物が倍増した。このような刊行物は「科学の器官」として機能し、人々と科学とを繋ぐ手段となっていた。
ネイチャーが刊行された1869年以前から、当時すでにこうした類の定期刊行物はいくつも存在していた。例えばネイチャーに先行していたものとしてはRecreative Science: A Record and Remembrancer of Intellectual Observationが挙げられる。これは1859創刊で、当初は自然史を扱うもので、後に物理分野での観察的な科学や技術的な主題を扱うようになり、自然史はあまり扱わなくなった。タイトルも何度か変更された。具体的には、'Intellectual Observer：A Review of Natural History、Microscopic Research、and Recreative Science' 、'Student and Intellectual Observer of Science、Literature、and Art'、などに変更された。この雑誌は、天文学や考古学などのより多くの物理科学を含めることを試みたが、Intellectual Observerはさらに拡大して文学や芸術も内容に含めるようになった。他にも、1862年創刊のPopular Science Reviewは、Scientific SummaryやQuarterly Retrospectというタイトルのサブセクションを作成してさまざまな科学分野をカバーし、最新の科学作品に関する書評と解説を掲載した。他にイギリスで創刊されたジャーナルには、1864年創刊のQuarterly Journal of Scienceや、1868年創刊Scientific Opinionがある。ネイチャーに内容的に密接に関連するジャーナルとしては、1863年創刊のThe Readerが挙げられる。この雑誌はPopular Science Reviewと同様に、科学コミュニティの外部の聴衆に購読してもらうことを目的として、科学以外にも文学や芸術分野も範囲に含まれていた。
しかしながら、このような似たりよったりの定期刊行物は、結局ほとんどうまく成功しなかった。最も長く続いたPopular Science Reviewですら20年しか続かず1881年に廃刊。Recreative Scienceも、Student and Intellectual Observerも1871年に廃刊。The Quarterly Journalは編集者の交替の後1885年に廃刊。The Readerは1867年廃刊。Scientific Opinionは2年しか続かず、1870年6月に廃刊した。

### 創刊

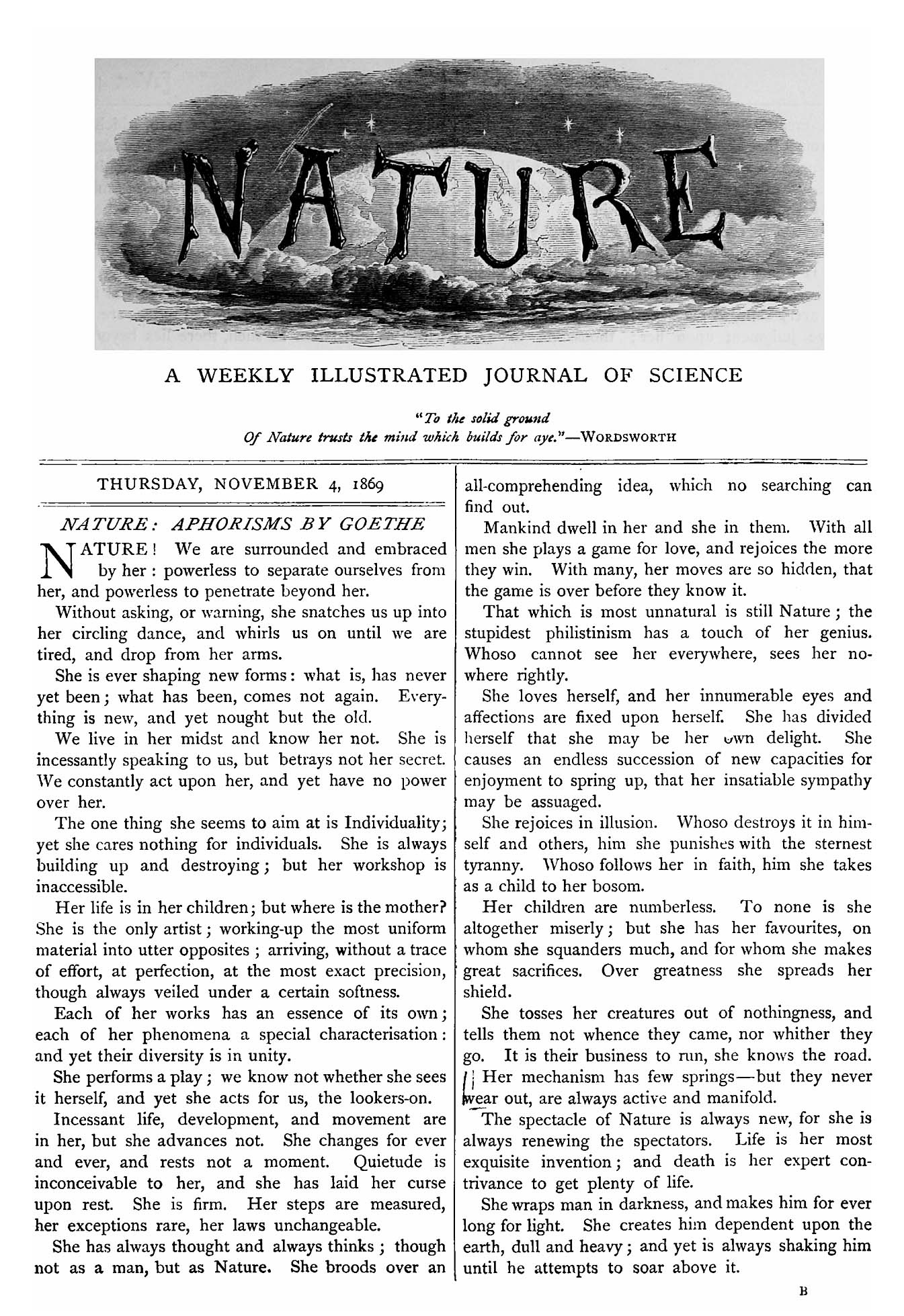
最初のタイトルページ、1869年11月4日

このような時代背景の中、The Reader誌の失敗からしばらくして、その元編集者だった天文学者ノーマン・ロッキャー によって、ネイチャーが1869年11月4日創刊された。ここで掲げられていたエピグラフは、ロマン派の詩人ウィリアム・ワーズワースのソネット集第36番「A VOLANT TRIBE OF BARDS ON EARTH ARE FOUND」（1823年）からの引用である。
To the solid ground of Nature trusts the mind that builds for aye. （自然の堅固な地盤に、永久に築き上げる心を託す。）
ネイチャーは、当初はマクミラン社によって所有・出版されており、先行していた定期刊行物同様に、「教養ある読者に科学的知識の進歩についての、アクセス可能なフォーラムを提供する」ことを試みたという。Janet Browneによると、ネイチャーは「同時代の科学誌群とは比べ物にならないほどポレミック (polemic) な目的の（つまり、討論を挑んだり、議論を引き起こすことが目的の）雑誌として生まれ、育てあげられた。
ネイチャーの初期の版の多くは、Xクラブ（X Club）と呼ばれるグループのメンバーによって書かれた記事で構成されていた。これは、その時代に比べてリベラルで進歩的で、やや物議を醸す科学的信念を持っていることで知られる科学者のグループであった。トマス・ヘンリー・ハクスリーによって始められたこのグループは、ジョセフ・ダルトン・フッカー、ハーバート・スペンサー、ジョン・ティンダルなどの重要な科学者と、さらに5人の科学者と数学者で構成されていた。これらの科学者は皆、ダーウィンの進化論や共通祖先の存在を強く支持していた。この理論は、19世紀の後半においては、より保守的な科学者グループの間で多くの批判を受けていた。1966年から1973年までと1980年から1995年までのネイチャーの編集者であるジョン・マドックスは、ジャーナルの100周年記念版の祝賀ディナーで、おそらく読者を惹きつけたのはネイチャーのジャーナリズムの特質であると述べた。ここで言う「ジャーナリズム」とは、「互いに孤立している人々の間に、共同体としての感覚を作り出す方法です。これは、Lockyerのジャーナルが最初から行ったことです。」と述べている。さらにマドックスは、マクミラン家による最初の数年間のジャーナルの財政的支援により、ジャーナルがそれ以前の科学ジャーナルよりも自由に繁栄し発展することを可能にしたと述べている。

### 編集長
ネイチャーの創刊者であるノーマン・ロッキャーは、インペリアル・カレッジ・ロンドンの教授であった。1919年に、リチャード・グレゴリー卿へ編集長の役職は引き継がれ、国際的な科学界でネイチャーの確立に貢献した。王立学会による彼の死亡記事では、「グレゴリーは常に科学の国際的な交流に非常に興味を持っていました、そしてNatureのコラムで彼は常に国際科学組合の活動の説明に多くのスペースを与えました」と述べている。1945年から1973年の間に、ネイチャーの編集者は3度交替した。最初は、1945年にA・J・VゲイルとL・J・Fブリンブル（彼は1958年に単独の編集者になった）、次に1965年にジョン・マドックス、1973年にデビッド・デイビスへと変更された。1980年に、マドックスは編集者として戻り、1995年までその地位を維持した。フィリップ・キャンベルは、2018年まですべてのネイチャー出版物の編集長になった。それ以降の編集長は、マグダレーナ・スキッパーである。

### 拡張と開発
1970年、ネイチャーは最初にワシントン事務所を開設した。その他の支店は、1985年にニューヨーク、1987年に東京とミュンヘン、1989年にパリ、2001年にサンフランシスコ、2004年にボストン、2005年に香港に開設された。1971年、ジョン・マドックスの編集の下、ジャーナルはNature Physical Sciences（月曜日に発行）、Nature New Biology（水曜日に発行）、Nature（金曜日に発行）に分割された。1974年、マドックスは編集者ではなくなり、ジャーナルはネイチャーに統合された。1980年代から、ジャーナルは大幅に拡張され、10を超える新しいジャーナルが発行されました。これらの新しいジャーナルはネイチャー・リサーチ（1999年にNature Publishing Groupとして設立）を構成 し、Nature、Nature Researchジャーナル群、Stockton Press Specialist Journals、Macmillan Reference（NPG Referenceに改名）が含まれている。1996年にネイチャーは独自のウェブサイトを作成し、1999年にNature Publishing Groupは一連のNature Reviewsを創刊した。現在、ネイチャーのウェブサイトでは、無料で閲覧可能な記事や論文の他、サイトへのプレミアムアクセスの購入が必要な記事や論文が混在している。2012年現在、ネイチャーは月に約300万人のオンラインからのユニークアクセスがある。
2008年10月30日、ネイチャーは2008年アメリカ大統領選挙での選挙運動中にバラク・オバマを支持し、初めてアメリカの大統領候補を支援した。2012年10月、アラビア語版の雑誌が、アブドゥルアズィーズ王科学技術都市と提携して発行され、リリース時点で約1万人の加入者があった。2014年12月2日、 ネイチャーは、購読者と選択したメディアアウトレットのグループがリンクを共有できるようにし、ジャーナルのコンテンツへの無料の「読み取り専用」アクセスを許可すると発表した。これらの記事は、デジタル著作権管理システムReadCube（Macmillanの子会社であるDigital Scienceが資金提供）を使用して掲載されており、読者がコンテンツをダウンロード、コピー、印刷、またはその他の方法で配布することは許可されていない。ある程度、記事への無料のオンラインアクセスが提供されているが、再利用と配布に制限があるため、完全なオープンアクセスとはなっていない。2015年1月15日、Springer Science + BusinessMediaとの合併案の詳細が発表された。
2015年5月、シュプリンガー・サイエンス・アンド・ビジネス・メディア、ホルツブリンク・パブリッシング・グループのネイチャー・パブリッシング・グループ、パルグレイブ・マクミラン社、およびマクミラン・エデュケーションの4社合併により誕生したスプリンガー・ネイチャーの傘下になった。 2011年以来、年次評価の一環として、その年における「今年の10人」（Nature's 10）を発表している。

## 出版状況

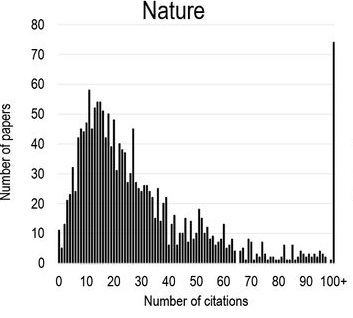
2013年から2014年までのNatureの記事に対する2015年の記事ごとの引用の歪んだ曲線。

別の学術雑誌であるサイエンスによると、ネイチャーに掲載されることは、学術界で一定の権威を持つことが知られている。特に論文の頻繁な引用がされやすくなり、昇進や助成金獲得、主流メディアからの注目につながる可能性がある。このような正のフィードバック効果のために、ネイチャーやその最も近い競争相手であるサイエンスのような高水準のジャーナルに掲載するための科学者間の競争は非常に激しい。ネイチャーのインパクトファクターは、トムソンISIによると2015年には38.138であった。ただし多くの他のジャーナルと同様に、ほとんどの論文は、インパクトファクターが示すよりもはるかに少ない回数した引用されない。ネイチャーのジャーナルインパクトファクターにはロングテールの傾向がある。
他のほとんどの専門科学雑誌と同様に、論文は編集者による最初の選別を受け、その後査読（ピアレビュー）が行われる。ネイチャーの場合、話題性のある主題を扱っており、その特定の分野で十分に画期的であると判断された場合にのみ、レビューの段階に進むことができる。そのため、提出された論文の大部分は、レビューされず掲載拒否されることになる。
ネイチャーの最初の信条は、以下の通りである。
It is intended, FIRST, to place before the general public the grand results of Scientific Work and Scientific Discovery; and to urge the claims of Science to a more general recognition in Education and in Daily Life; and, SECONDLY, to aid Scientific men themselves, by giving early information of all advances made in any branch of Natural knowledge throughout the world, and by affording them an opportunity of discussing the various Scientific questions which arise from time to time.
これは、後に以下のように改訂された。
First, to serve scientists through prompt publication of significant advances in any branch of science, and to provide a forum for the reporting and discussion of news and issues concerning science. Second, to ensure that the results of science are rapidly disseminated to the public throughout the world, in a fashion that conveys their significance for knowledge, culture and daily life.

## 特筆すべき掲載記事

### 画期的な論文
近代史における最も重要な科学的進歩の多くは、ネイチャーで最初に発表されてきた。例えば、これまでにノーベル賞を受賞した研究業績の多くは、ネイチャーに掲載されてきた。以下は、ネイチャーで公開された科学的大発見の中から、いずれも重大な結果をもたらしたものを選び、掲載された論文の引用文を掲載したものである。
- X線の発見 - Röntgen, W.C., "On a New Kind of Rays", Nature 53, 274-276 (1896).
- 粒子と波動の二重性 — C.Davisson and L. H. Germer (1927). “The scattering of electrons by a single crystal of nickel”. Nature 119 (2998):  558–560. Bibcode: 1927Natur.119..558D. doi:10.1038/119558a0."The scattering of electrons by a single crystal of nickel". Nature. 119 (2998): 558–560. Bibcode:1927Natur.119..558D. doi:10.1038/119558a0. S2CID 4104602.
- 中性子' — J. Chadwick (1932). “Possible existence of a neutron”. Nature 129 (3252):  312. Bibcode: 1932Natur.129Q.312C. doi:10.1038/129312a0."Possible existence of a neutron". Nature. 129 (3252): 312. Bibcode:1932Natur.129Q.312C. doi:10.1038/129312a0. S2CID 4076465.
- 核分裂反応 — L. Meitner and O. R. Frisch (1939). “Disintegration of uranium by neutrons: a new type of nuclear reaction”. Nature 143 (3615):  239–240. Bibcode: 1939Natur.143..239M. doi:10.1038/143239a0."Disintegration of uranium by neutrons: a new type of nuclear reaction". Nature. 143 (3615): 239–240. Bibcode:1939Natur.143..239M. doi:10.1038/143239a0. S2CID 4113262.
- DNAの構造 — J. D. Watson and F. H. C. Crick (1953). “Molecular structure of Nucleic Acids: A structure for deoxyribose nucleic acid”. Nature 171 (4356):  737–738. Bibcode: 1953Natur.171..737W. doi:10.1038/171737a0. PMID 13054692."Molecular structure of Nucleic Acids: A structure for deoxyribose nucleic acid". Nature. 171 (4356): 737–738. Bibcode:1953Natur.171..737W. doi:10.1038/171737a0. PMID 13054692. S2CID 4253007.
- 初のタンパク質の分子構造（ミオグロビン）— J. C. Kendrew; G. Bodo; H. M. Dintzis; R. G. Parrish; H. Wyckoff; D. C. Phillips (1958). “A three-dimensional model of the myoglobin molecule obtained by X-ray analysis”. Nature 181 (4610):  662–666. Bibcode: 1958Natur.181..662K. doi:10.1038/181662a0. PMID 13517261."A three-dimensional model of the myoglobin molecule obtained by X-ray analysis". Nature. 181 (4610): 662–666. Bibcode:1958Natur.181..662K. doi:10.1038/181662a0. PMID 13517261. S2CID 4162786.
- プレートテクトニクス — J. Tuzo Wilson (1966). “Did the Atlantic close and then re-open?”. Nature 211 (5050):  676–681. Bibcode: 1966Natur.211..676W. doi:10.1038/211676a0."Did the Atlantic close and then re-open?". Nature. 211 (5050): 676–681. Bibcode:1966Natur.211..676W. doi:10.1038/211676a0. S2CID 4226266.
- パルサー — A. Hewish, S. J. Bell, J. D. H. Pilkington, P. F. Scott & R. A. Collins (1968). “Observation of a Rapidly Pulsating Radio Source”. Nature 217 (5130):  709–713. Bibcode: 1968Natur.217..709H. doi:10.1038/217709a0."Observation of a Rapidly Pulsating Radio Source". Nature. 217 (5130): 709–713. Bibcode:1968Natur.217..709H. doi:10.1038/217709a0. S2CID 4277613.CS1 maint: multiple names: authors list (link)
- オゾンホールの発見 — J. C. Farman, B. G. Gardiner and J. D. Shanklin (1985). “Large losses of total ozone in Antarctica reveal seasonal ClOx/NOx interaction”. Nature 315 (6016):  207–210. Bibcode: 1985Natur.315..207F. doi:10.1038/315207a0."Large losses of total ozone in Antarctica reveal seasonal ClOx/NOx interaction". Nature. 315 (6016): 207–210. Bibcode:1985Natur.315..207F. doi:10.1038/315207a0. S2CID 4346468.
- クローン羊ドリーの作成（ドリー (羊)）— I. Wilmut, A. E. Schnieke, J. McWhir, A. J. Kind and K. H. S. Campbell (1997). “Viable offspring derived from fetal and adult mammalian cells”. Nature 385 (6619):  810–813. Bibcode: 1997Natur.385..810W. doi:10.1038/385810a0. PMID 9039911."Viable offspring derived from fetal and adult mammalian cells". Nature. 385 (6619): 810–813. Bibcode:1997Natur.385..810W. doi:10.1038/385810a0. PMID 9039911. S2CID 4260518.CS1 maint: multiple names: authors list (link)
- ヒトゲノム解読  — International Human Genome Sequencing Consortium (2001). “Initial sequencing and analysis of the human genome”. Nature 409 (6822):  860–921. Bibcode: 2001Natur.409..860L. doi:10.1038/35057062. PMID 11237011."Initial sequencing and analysis of the human genome". Nature. 409 (6822): 860–921. Bibcode:2001Natur.409..860L. doi:10.1038/35057062. hdl:2027.42/62798. PMID 11237011.

### 日本人のさきがけ的な寄稿
南方熊楠が1892 - 1900年のイギリス滞在中書いた、「極東の星座」を始めとする何点もの論文が『ネイチャー』に掲載された。当時日本人の寄稿は、南方の論文を除けばせいぜい1点しかなかった、という。生涯にわたって『ネイチャー』に掲載された熊楠の論文は51本にものぼり、これは日本人としてはもちろん、単独名の論文掲載としては歴代投稿者の中での最高記録であるという。

### 20世紀に初版が発表されたユニークな論文
歴史の節で解説したように、『ネイチャー』はもともと、polemicalな（定説に異論を唱え、議論を挑む姿勢の）ものとして生まれ、育てられたものであり、近年でもそうした姿勢・方針で掲載されている論文がある。
- ユリ・ゲラー - Targ R. & Puthoff H., "Information transmission under conditions of sensory shielding", Nature 251, 602-607 (1974).
  - 先行コラムとして"Challenge to Scientist", Nature 246, 114, (1973) がある。本論文の掲載の是非については編集部内でも議論を呼び、Nature 251, 559-560 (1974) に「議論を呼ぶ研究の掲載も価値がある」として掲載されている。この問題はNature 254, 470-473 (1975) でも再度取り上げられている。
- ネッシー - "Naming the Loch Ness monster", Nature 258, 466-468 (1975).
  - これは論文でなくコラム記事である。
- ホメオパシー - Davenas, E., Beauvais, F., Amara, J., Oberbaum, M., Robinzon, B., Miadonna, A., Tedeschi, A., Pomeranz, B., Fortner, P., Belon, P., Sainte-Laudy, J., Poitevin, B. & Benveniste, J., "Human basophil degranulation triggered by very dilute antiserum against IgE", Nature 333, 816-818 (1988).
  - 1991年イグノーベル賞受賞論文。なお、Nature 431, 729 (2004) にはBenvenisteの追悼記事が掲載された。

### 論争
2017年に、ネイチャーは「歴史上の人物の彫像を削除することは歴史を白塗りするリスクがある：科学は過去を示すことで間違いを認めなければならない」（'Removing Statues of Historical figures risks whitewashing history: Science must acknowledge mistakes as it marks its past'）という社説を発表した。この記事では、非倫理的で虐待的で拷問的な歴史を持つ科学者を称える彫像の配置と維持に関して、コメントを述べている。具体的には、インフォームドコンセントを実施せずアフリカ系アメリカ人の女性奴隷を実験した「婦人科の父」であるジェイムズ・マリオン・シムズと、タスキギー梅毒実験を監督したトーマス・パーラン・ジュニアを取り上げた。書かれた社説は、そのような彫像を破棄し、名前を消去すると、「歴史を白塗りする」リスクがあると主張し、「痛みを伴うリマインダーを削除するのではなく、むしろおそらくこれらを補足する必要がある」と述べた。この記事は主に攻撃的で不適切な人種差別主義者から閲覧され、大きな抗議を引き起こし、Natureによってすぐに修正された。ネイチャーは、最初に書かれた記事が「不快で言葉が不十分」であることを認め、いくつかの回答書を発表した。この社説はバージニア州シャーロッツビルのユナイト・ザ・ライト集会で数百人の白人至上主義者が行進し、ロバートE.リーの像の撤去に反対し、街頭での暴力を引き起こし、若い女性を殺害した直後に行われた。NatureがTwitterに社説へのリンクを投稿したとき、スレッドはすぐに批判で炎上し、それに応じて何人かの研究者はボイコットを要求した。2017年9月18日、社説はジャーナルの編集者であるフィリップ・キャンベルによって更新および編集された。
ポール・ラウターバーとピーター・マンスフィールドがノーベル生理学・医学賞を受賞した際に、最初に研究論文がネイチャーによって却下され、ラウターバーが却下に対して反論した後に発表されたという経緯を踏まえ、ネイチャーは「査読による不採択への対処」（Coping with Peer Rejection）というタイトルの社説で論文を却下することにおける自身の失敗の多くを認めた。
私たちの歴史の中には、紛れもない失態があります。チェレンコフ放射、湯川秀樹の中間子、ヨハン・ダイゼンホーファー、ロベルト・フーバー、ハルトムート・ミヒェルの光合成に関する研究、そしてスティーブン・ホーキングのブラックホール放射が最初は拒絶された（しかし最終的には受け入れられた）ことなどです。
1988年6月、編集者による1年近くの査読の後、ネイチャーは、非常に希薄な抗体血清の存在下でヒト好塩基球脱顆粒を研究したジャック・バンヴェニストと彼のチームの研究を詳述した物議を醸す一見異常な論文を発表した。この論文は、1分子未満の抗体がヒト好塩基球の免疫応答を引き起こし、質量作用の物理法則に反する可能性があると結論付けていた。この論文は、主に彼らの研究がホメオパシー医療会社からの資金提供を求めていたため、パリでメディアの注目を集めた。公的調査により、ネイチャーはバンヴェニストの研究室で大規模かつ厳格な実験的反復を課し、それによって彼のチームの結果は反駁された。
その最も有名な発見の1つであるワトソンとクリックの1953年のDNAの構造に関する論文では、ネイチャーは査読は行わなかった。編集者ジョン・マドックスは、「ワトソンとクリックの論文はNatureで査読されなかった。...その正しさは自明であった。…現場で働いているレフリーは誰も、その構造を見たら何も口を出すことはできなかったでしょう。」と述べている。
エンリコ・フェルミがベータ崩壊の弱い相互作用理論に関する画期的な論文を提出したときに、ネイチャーはその論文が現実からかけ離れていると考え、その論文を拒否した。フェルミの論文は、1934年にツァイトシュリフト・フュア・フィジークから発表された。
ネイチャーは中国と武漢を人種差別的な攻撃に導いた可能性のある、COVID-19パンデミックに関する最初の報道について謝罪した。

### 撤回
ネイチャーへの掲載は高い社会的栄誉が得られる一方で、偽造や捏造を含む不正論文も掲載されることもあり、その運営方法が議論される機会も多い。例えば過去に、不正確な図を掲載した論文が撤回されている。データの捏造を理由として、2013年にも不正論文が撤回された。2000年から2001年にかけて、ヘンドリック・シェーンによって発表された5つの一連の論文がネイチャーに掲載されたが、この半導体に関する論文には、改竄されたデータやその他の科学的詐欺が含まれていることが明らかになった。2003年、ネイチャーは論文を撤回した。シェーンのスキャンダルはネイチャーに限定されておらず、サイエンスやフィジカル・レビューなどの他の著名なジャーナルも、シェーンによる論文を撤回した。
また、コピー・アンド・ペースト流用や加工が大量にあり一見して明らかな捏造の隠蔽と撤回回避のための虚偽訂正であったにも関わらず、過失という著者の虚偽説明を鵜呑みにして、訂正公告で過失と表明し、虚偽内容の大量訂正を行う事がある。例えば加藤茂明（元東京大学分子細胞生物学研究所教授）はネイチャー論文で「捏造・改竄の疑いを把握していながら、当該論文の撤回を回避するためにその隠蔽を図り、関係者に画像や実験ノートの捏造・改竄を指示し、事実と異なる内容を学術誌の編集者へ回答するなど、極めて不当な対応をとっていた」。
このような杜撰な審査、不正隠蔽の片棒を担ぐ出版社の大量訂正掲載に対し、日本分子生物学会の研究倫理のフォーラムで大量訂正は一種の査読システム違反であり、後から大量訂正できるならば、査読者がデータの公正さや結論の正しさを判断する事ができないという指摘があったが、ネイチャー誌の編集者は論文の主旨、結論が正しいかどうかで撤回かどうかを判断するという回答であった。
東大分生研の明白なコピペ捏造と大量訂正による隠蔽後も同様の明白なコピペ捏造の掲載が繰り返されている。

## サイエンスフィクション
1999年、ネイチャーはサイエンス・フィクションの短編小説の出版を開始した。ビネットはFuturesと呼ばれるシリーズで印刷されている。物語は1999年と2000年に、また2005年と2006年に登場し、2007年7月から毎週登場している。姉妹誌のNature Physicsも、2007年と2008年に記事を印刷した。2005年、Natureは、Futuresシリーズで欧州サイエンスフィクション協会の最優秀出版社賞を受賞した。1999年から2006年までの100のネイチャーストーリーが、2008年にFutures from Natureコレクションとして出版された。また、続編となるFutures from Nature 2は、2014年に公開された。

## 関連出版物
ネイチャーは、学術雑誌、雑誌、オンラインデータベース、および科学と医学に関連するサービスを担う国際的な科学出版会社であるシュプリンガー・ネイチャーeの一部門として、英国で編集および発行されている。ネイチャーは、ロンドン、ニューヨーク市、サンフランシスコ、ワシントンDC、ボストン、東京、香港、パリ、ミュンヘン、ベイジングストークにオフィスを構えている。Nature Researchは他の専門雑誌として、ネイチャー ニューロサイエンス、ネイチャー バイオテクノロジー、ネイチャー メソッド、ネイチャー クリニカルプラクティス、ネイチャー ストラクチュラル&モレキュラーバイオロジー、ネイチャー ケミストリー、ネイチャー レビューシリーズ、などの雑誌シリーズを出版している。
2005年以降、ネイチャーの各号にはNature Podcastが付属しており、その号のハイライトと、記事の著者および研究をカバーするジャーナリストへのインタビュー、およびネイチャーの編集者とジャーナリストからのニュースレポートを特集している。ケンブリッジ大学の臨床医およびウイルス学者であるクリス・スミスのザ・ネイキッド・サイエンティスツによってネイチャーポッドキャストが設立され、最初の100回のエピソードが生成され発表された。
2007年には、Nature Publishing Groupは、American Society of Clinical Pharmacology & Therapeuticsの公式雑誌であるClinical Pharmacology & Therapeutics、the American Society of Gene Therapy'sの公式雑誌であるMolecular Therapy、そしてInternational Society for Microbial Ecology (ISME) Journalを公開した。Nature Publishing Groupは、2007年にNature Photonicsを、2008年にNature Geoscienceを立ち上げた。Nature Chemistryは、2009年4月に創刊号を発行した。
Nature Researchはセルフアーカイビングプロセスを積極的にサポートしており、2002年には、著作権の譲渡を要求するのではなく、公開の独占的ライセンスを要求することにより、著者が個人のWebサイトに投稿を投稿できるようにした最初の出版社の1つである。2007年12月、Nature Publishing Groupは、生物のゲノムの一次配列を初めて公開するNatureジャーナルの記事に対して、クリエイティブ・コモンズの帰属-非営利-継承の非移植ライセンスを導入した。
2008年、ネイチャーの記事のコレクションは、ジョン・S・パーティントンによって、「HGウェルズインネイチャー」（H. G. Wells in Nature）というタイトルで編集された。1893年から1946年：レセプションリーダーであり、ピーターラングによって出版された。
2015年の合併後は、ネイチャー・パブリッシング・グループは解散し、その後Nature Researchとなった。

## ネイチャーの購読

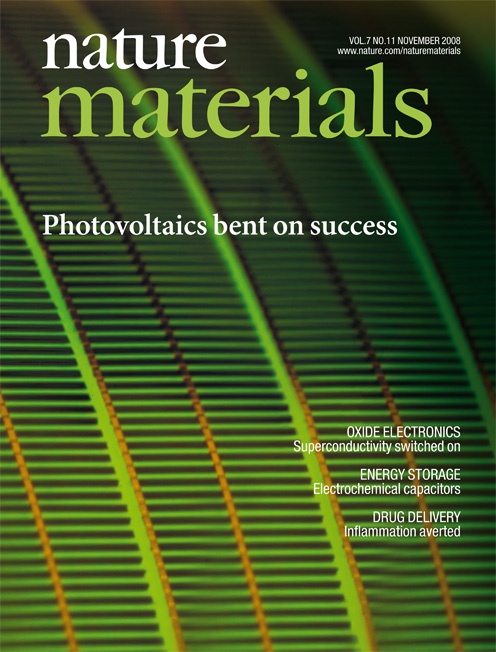
Nature Materials、Nature Researchの専門ジャーナル、2018年。

サイエンスやPNASなどの他の総合学術誌が、オンライン限定アクセス、つまり紙媒体を配信せずにオンラインのアクセスのみの配信方法を認める代わりに安価で記事を閲覧可能とする配慮をしているのに対し、ネイチャーの場合は、日本国内向けには「オンライン限定のアクセスに限定するかわりに安価に論文を購読できるオプション」はない。2011年から、iPad用のアプリを使えば安価に定期購読できるようになった。
ネイチャーを個人購読した場合には、オンラインアクセスの権利が付与されるが、この権利は極めて限定的である。個人購読の場合、オンラインアクセスは約10年前から現在まで（2008年時点では1997年から2008年）に発行された記事に限定される。これ以前の記事はNature Archiveの扱いとなる。
2016年現在、Nature Archiveは下記の2種類に分類される。
- Archive of issues : Nature：1950年以降の記事を含む。
- Nature archive: 1869-1949：1869年 - 1949年の記事を含む。

日本でネイチャーを購読した場合にはNature Archiveへのオンラインアクセス権が存在しないことは、日本語のSubscriptionフォーム上には明記されず、曖昧にされていて、個人向けにはFAQにおいて、英国本社のサイトをみるように指示されているのみである。つまり、個人向けには、10年以上前の論文への安価なアクセス手段は、事実上ない。対照的に、サイエンスの場合は個人向けのオンライン限定アクセスを購入した場合、定価（税抜き）で$199だが、常に割引状態であり（学生やポスドクなら1万円/年以下、その他は1万円/年程度で可能）、創刊以降全ての記事を読むことが可能である。PNASの場合には、10年以上前の記事は無料で誰でもアクセス可能である。論文1個1個を個別に閲覧する場合の価格は、~18$/記事 とされているが、原著論文 (Article) の場合には30$/記事である。アクセス権は7日間に限り有効で、それ以降は消滅する。
また、日本国内でのネイチャーの購読価格は米国での購読に比べ極めて高価である。米国内在住の場合は税抜きで$199/年（約2万円/年）であるのに対し、日本国内では個人5.35万円/年 程度かかる。この価格は、他の総合学術誌の価格に比べても大幅に高価であり、さらに個人でフィジカル・レビュー全誌をオンラインで購入するのに必要な価格（実勢）よりも高価である。バックナンバーはクレジットカード決済はオンライン注文できるが、学術関係者・法人での銀行振込では日本出版貿易の扱いとなり、個人ではクレジットカード決済でのオンライン注文か洋書を扱っている店舗・書店での購入となる。
日本国内のネイチャー購読者は、自動的にNature ダイジェストの購読者とされ、30-40ページほどの日本語で書かれた小冊子が毎月送られるという特典がある。

## 関連誌

### オリジナル研究論文誌
- ネイチャー アストロノミー（英語版）
- ネイチャー エコロジー＆エボリューション（英語版）
- ネイチャー イミュノロジー
- ネイチャー クライメートチェンジ（英語版）
- ネイチャー ケミカルバイオロジー
- ネイチャー ケミストリー
- ネイチャー コミュニケーションズ
- ネイチャー ジオサイエンス
- ネイチャー ジェネティクス
- ネイチャー ストラクチュアル＆モレキュラーバイオロジー
- ネイチャー セルバイオロジー
- ネイチャー ナノテクノロジー
- ネイチャー ニューロサイエンス
- ネイチャー バイオテクノロジー
- ネイチャー マイクロバイオロジー（英語版）
- ネイチャー マテリアルズ
- ネイチャー メソッズ（英語版）
- ネイチャー メディシン
- ネイチャー フィジクス
- ネイチャー フォトニクス
- ネイチャー プランツ
- ネイチャー フード

### プロトコール
- ネイチャー プロトコール